# Georges Henry Munier
Georges Henry Munier foi um arquiteto francês que viveu no início do século XX, a ele são atribuídos os projetos arquitetônicos das seguintes construções:
- Catedral Metropolitana de Fortaleza - construção foi iniciada em 1939 em estilo neogótico. Localizada no Centro de Fortaleza.[1]
- Palácio do Comércio -  construção foi iniciada em 17 de janeiro de 1938. Localizada também no Centro de Fortaleza, serve hoje de sede à Federação das Associações de Comércio e Indústria do Ceará (FACIC)[2] e ao sindicato da Federação do Comércio do Estado do Ceará (Fecomércio)[3].
- Caixa Cultural Recife - construção iniciada em 1912, em estilo neoclássico, foi projetado para ser a sede do Banco de Londres e da América do Sul. Está localizado no entorno do Marco Zero do Recife. [4]
- Cine-Teatro Pax - Construído em 1939 em Mossoró, enquanto Munier estava realizando trabalho para a Catedral Metropolitana de Fortaleza, em estilo art déco.[5]
- Igreja de Nossa Senhora de Fátima - construída em 1934, em Recife.[6]